# روبرت فرح مقصود
روبرت فرح  (بالإسبانية: Robert Farah)‏ (ولد في 20 يناير 1987، في مونتريال، كندا). هو لاعب كرة مضرب محترف ويعود لأصول لبنانية.